# Mushaga Bakenga
Mushagalusa Bakenga Joar Namugunga, född 8 augusti 1992 i Trondheim, är en norsk fotbollsspelare (anfallare) som spelar för Stabæk.

## Karriär
Den 6 augusti 2021 värvades Bakenga av japanska Tokushima Vortis.